# George Jefferson
George Gordon Jefferson (ur. 28 lutego 1910 w Inglewood, zm. 13 lutego 1996 w Venturze) – amerykański lekkoatleta specjalizujący się w skoku o tyczce, uczestnik letnich igrzysk olimpijskich w Los Angeles (1932), brązowy medalista olimpijski w skoku o tyczce. 

## Sukcesy sportowe
- mistrz Intercollegiate Association of Amateur Athletes of America w skoku o tyczce – 1933[1]
- dwukrotny brązowy medalista mistrzostw Stanów Zjednoczonych w skoku o tyczce – 1931, 1932[2]

| Rok  | Miasto      | Zawody               | Konkurencja   | Wynik         |
| ---- | ----------- | -------------------- | ------------- | ------------- |
| 1932 | Los Angeles | Igrzyska olimpijskie | skok o tyczce | brązowy medal |

## Rekordy życiowe
- skok o tyczce – 4,25 (1932)